# Greater Sunrise

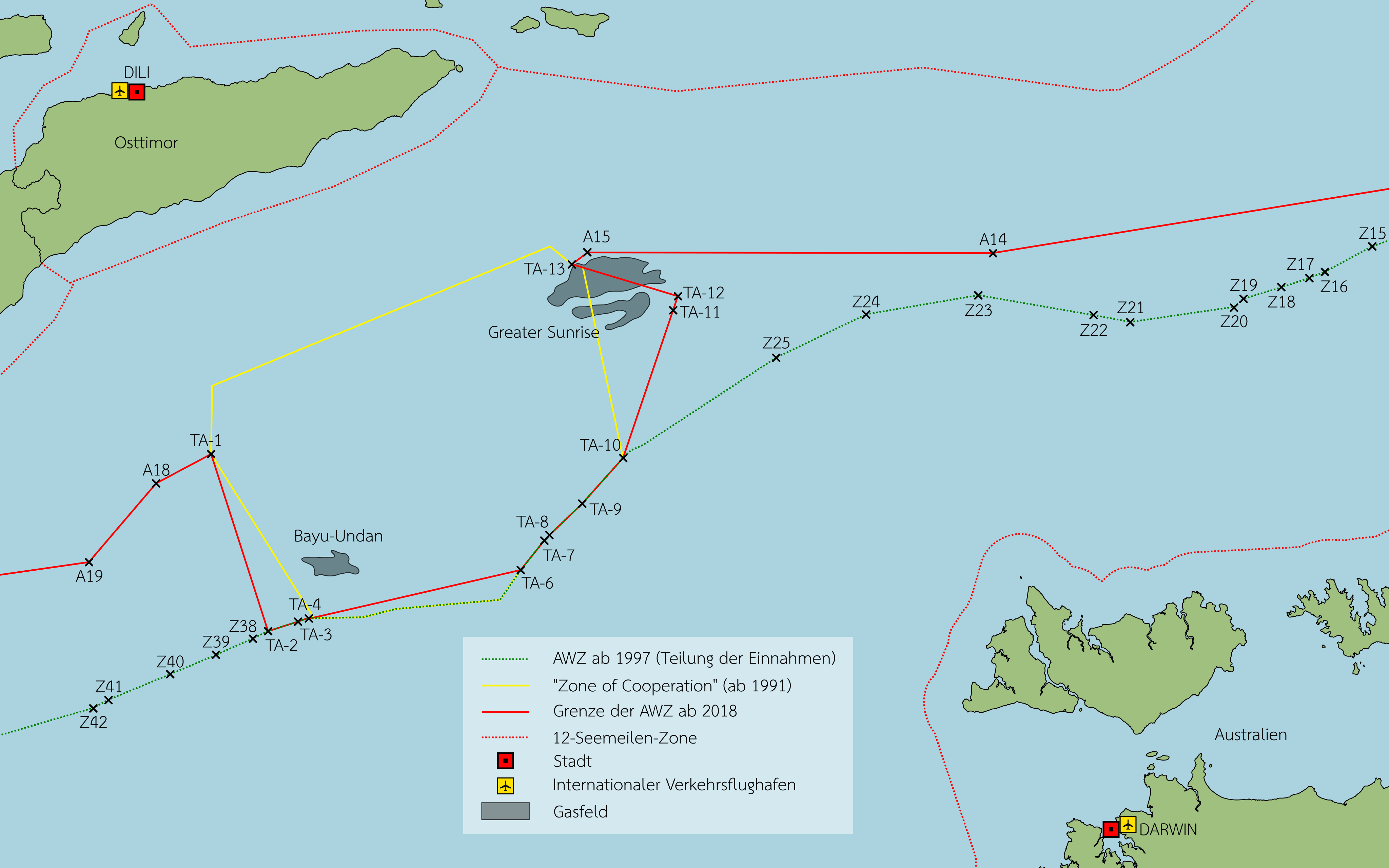
Seegrenze zwischen Australien und Osttimor mit dem Gasfeld Greater Sunrise

Greater Sunrise ist ein Erdgasfeld in der Timorsee zwischen Australien und Osttimor, 450 km nordwestlich von Darwin und 150 km südlich der Küste Timors. Das Gasfeld wurde 1974 entdeckt. Es unterteilt sich in das Sunrise- und das nahe anliegende Troubadourfeld.

## Geschichte
Am 12. Januar 2006 einigten sich die beiden Länder im CMATS-Vertrag, den Gewinn aus dem Öl- und Gasvorkommen der Greater Sunrise Area 50:50 zu teilen. Ein 50-Jahre-Moratorium bezüglich der Seegrenze wurde vereinbart, ohne dass Osttimor auf seine Ansprüche verzichtet. 2013 kam heraus, dass Australien während der Verhandlungen Räumlichkeiten der Regierung Osttimors abgehört hatte. Erst 2018 konnte mit dem Treaty between Australia and the Democratic Republic of Timor-Leste establishing their Maritime Boundaries in the Timor Sea der Streit beendet werden.
Greater Sunrise verfügt über Bruttoressourcen von 144,4 Milliarden Kubikmetern Erdgas und 225,9 Millionen Barrel Kondensat. Woodside Energy hält 33,44 % an dem Greater Sunrise Well Consortium, die nationale Erdölfirma Osttimors Timor Gap E.P. 56,56 % und die japanische Osaka Gas 10 %. Osttimor besteht darauf, dass das geförderte Gas nach Osttimor geleitet und dort weiterverarbeitet wird. Dazu gibt es seit Jahren Infrastrukturplanungen, die den Namen Tasi Mane  tragen. Die australische Firma Woodside Energy lehnt diese Forderung als technisch nicht machbar ab. Osttimor stoppte daher 2013 die Förderlizenz für die Australier.